# Mongolian Women’s National League
Die Mongolian Women’s National League ist die Frauenfußballliga in der Mongolei. Sie wurde 2015 gegründet und umfasst aktuell 11 Fußballvereine.

## Geschichte
Gegründet wurde die Liga im Jahr 2015 und im selben Jahr spielte man zum ersten Mal die Frauenfußballmeisterschaft aus. Die Liga startete 2015 mit 7 Mannschaften. 2017 spielte die Liga ihre Meisterschaft mit 9 Vereinen aus. Zur Spielzeit 2020 stieg die Anzahl an Mannschaften auf 11 Teams an.

### Mitglieder
| - Arvis FFC - Deren FFC - Tuuliin Tom Tunuud FFC - Mongoliin Temuulel FC - Kharaatsai FFC - Khovd Western FFC | - Khad FFC - Shine Yarmag FFC - Uvurkhangai FFC - Khoromkhon FFC - Aldariin Daichid FFC |

### Meistertitel
| Mannschaft            | Titel | Jahr(e)          | Vizemeister | Jahr(e) |
| --------------------- | ----- | ---------------- | ----------- | ------- |
| Arvis FFC             | 3     | 2016, 2017, 2019 | 0           |         |
| Deren FFC             | 1     | 2020             | 0           |         |
| Khad FFC              | 1     | 2015             | 0           |         |
| Tuuliin Tom Tunuud    | 0     |                  | 1           | 2020    |
| Mongoliin Temuulel FC | 0     |                  | 1           | 2019    |